# Acrostemon
Acrostemon é um género botânico pertencente à família Ericaceae.

## Espécies
| - Acrostemon barkerae - Acrostemon concinnus - Acrostemon equisetoides - Acrostemon eriocephalus - Acrostemon fourcadei - Acrostemon glandulosus - Acrostemon hirsutus | - Acrostemon incanus - Acrostemon incurvus - Acrostemon schlechteri - Acrostemon stokoei - Acrostemon thunbergii - Acrostemon viscidus - Acrostemon xeranthemifolius |

- Lista completa